# Роскошная жизнь (фильм, 2008)
«Роскошная жизнь» (англ. Lymelife) — комедийно-драматический фильм, снятый независимой студией. Сценарий написан братьями Дерриком Мартини и Стивеном Мартини, режиссёром выступил Дерик Мартини. Действие происходит в 1970 на Лонг-Айленде и изображено с точки зрения подростка Скотта.
Музыка к фильму написана Стивеном Мартини и исполнена его группой Spaceship Martini.
Фильм дебютировал на Международном кинофестивалe в Торонто, в сентябре 2008 года и выиграл премию Международной федерации кинопрессы (FIPRESCI).

## Сюжет
Действие происходит в 1979 году в Сайоссете, о. Лонг-Айленд, штат Нью-Йорк. «Роскошная жизнь» рассказывает о судьбах двух семей, находящихся на грани разрыва из-за сложного переплетения проблем: внебрачных сексуальных связей, проблем с жильём и болезни Лайма. Пятнадцатилетний Скотт Бартлетт (Рори Калкин) — чувствительный подросток, радикально отличающийся от родителей: самоуверенного отца Микки (Алек Болдуин) и закомплексованной матери Бренды (Джилл Хеннесси). Вспышка болезни Лайма в их городке порождает страхи и неуверенность среди жителей. Узнав о болезни соседа Чарли Брэгга (Тимоти Хаттон) Бренда, в приступе паники, обклеивает манжеты сына клейкой лентой.
Несмотря на печальный диагноз, обе семьи должны поддерживать себя «на плаву». Поскольку Чарли не может работать, его жена Мелисса (Синтия Никсон) вынуждена обеспечивать всю семью в одиночку. Её нанимает Микки, которому принадлежит существенная часть крупной компании. Этот поступок был продиктован не только желанием помочь, но и тайным влечением Микка к Меллисе. Его жена Бренда подозревает об истинном положении дел, что ещё больше усиливает её тоску по их старому доброму домику в Квинсе. Среди всех этих семейных неурядиц Скотт год за годом растёт и превращается из ребёнка в подростка, уже давно переживающего из-за привязанности к дочери Брэгга Адрианне (Эмма Робертс). К счастью и к несчастью, её расположение наконец обращается на Скотта.
Вскоре в отпуск из армии приходит старший брат Скотта Джимми (Киран Калкин). Но даже присутствие обоих любимых сыновей не может привнести тепла в этот рушащийся брак. Скотт внутренне осуждает свою мать, а Джимми, который знает подробности родительского конфликта, встаёт на сторону Бренды. Скотт же копирует своего отца.
Все тайное когда-нибудь становится явным, и, наконец, обе семьи узнают то, что пытались скрывать друг от друга. На вечеринке, устроенной Джимми, Меллиса танцует с Микки. Их откровенный танец даёт окружающим понять, что отношения этой пары давно вышли за рамки дружеских. Джимми пытается защитить честь матери и внушить отцу правильную позицию. Ощущается насколько он повзрослел за время, проведённое в армии.
Скотт тоже не отстаёт от брата. Он все больше сближается с Адрианной, хотя та и делает попытки обмануть его, заявляя, что «встречается только со старшими парнями».
Бренда выставляет Микки из дома и он вынужден поселиться в их недостроенном доме. Позже Бренда замечает следы драки на лице Скотта и выясняет, что он избил одноклассника, который ранее донимал его издевательствами. Скотт отстранён от школы на неделю и Бренда решает отвести его для разговора к Микки, однако последний лишь превращает их разговор в продолжение семейного конфликта.
Чарли, который в то время должен был искать работу на Манхэттене, на самом деле оставался дома и подслушивал разговоры своей семьи. Он знает о внебрачной связи жены, об отношениях дочери со Скоттом, обо всем, что происходило у них дома. Скотт часто встречает Чарли с ружьём, шатающегося в лесочке, соседствующим с их домом, стреляющего по мишеням и мечтающего об охоте на оленей. Это один из немногих человеческих контактов, которые может поддерживать уже серьёзно больной Чарли.
Адрианна и Скотт, наконец, позволяют себе физическое проявление своей любви, сразу после процедуры его миропомазания. Бренда и Микки также мирятся в эту ночь. Отныне Микки готов оставить идею построить «супер-дом» для семьи, идею, столь досаждавшую его жене и на следующее утро он вешает возле строящегося дома табличку «Продаётся».
Мелисса, обнаружив, что Чарли даже не делал попыток найти работу, а вместо этого, все это время, следил за ней и Адрианной, готова покинуть дом. Даже наладившиеся отношения с дочерью не могут её остановить. Чарли же хватает винтовку и бросается в лес, некоторое время выслеживает молодого оленя. Однако, выследив, он так и не нажал на курок.
Фильм заканчивается кадрами того, как Скотт и Адрианна едут в школу на автобусе. Слышен выстрел. Чуть позднее камера показывает, что Микки застрелен Чарльзом. Титры сопровождаются песней со словами об идеальном окончании, которое может быть у идеальной истории.

## В ролях
| Актёр           | Роль            |
| --------------- | --------------- |
| Рори Калкин     | Скотт Бартлетт  |
| Алек Болдуин    | Микки Бартлетт  |
| Джилл Хеннесси  | Бренда Бартлетт |
| Киран Калкин    | Джимми Бартлетт |
| Эмма Робертс    | Адрианна Брэгг  |
| Тимоти Хаттон   | Чарли Брэгг     |
| Синтия Никсон   | Меллиса Брэгг   |
| Логан Хаффман   | Блэйз Саладо    |
| Адам Скаримболо | Тодд            |

## Места съемки
Отдельные сцены фильма были сняты вблизи Montclair High School (Нью-Джерси) в Нью-Джерси. Остальной материал — также поблизости в штате Нью-Джерси.